# Hokej na ledu na ZOI 2010. – muškarci
Turnir u hokeju na ledu za muškarce na Zimskim olimpijskim igrama 2010. u Vancouveru održao se od 16. veljače do 28. veljače 2010. Na turniru je sudjelovalo 12 momčadi koje su bile raspoređene u 3 skupine. 
Turnir se sastojao od sveukupno 30 utakmica: 18 u fazi po skupinama, 4 play-off utakmice za četvrtfinale, 4 utakmice četvrtfinala, 2 utakmice polufinala, te utakmice za broncu i finalna utakmica. 

## Kvalifikacije
Hokejaške momčadi Rusije, Sjedinjenih Država, Bjelorusije, Finske, Švedske, Švicarske, Češke i Slovačke direktno su se kvalificirale zbog plasmana na IIHF-ovoj ljestvici. Kanada je kao domaćin imala direktan plasman, dok su Njemačka, Latvija i Norveška nastup izborile preko kvalifikacija.
| Događaj                | Datum                                 | Lokacija            | Broj mjesta | Kvalifikant                                                           |
| ---------------------- | ------------------------------------- | ------------------- | ----------- | --------------------------------------------------------------------- |
| IIHF-ov ranking        | 30. travnja 2005. – 18. svibnja 2008. | Quebec City Halifax | 9           | Bjelorusija Češka Finska Kanada Rusija SAD Slovačka Švedska Švicarska |
| Kvalifikacijski turnir | 5. – 8. veljače 2009.                 | Hannover            | 1           | Njemačka                                                              |
| Kvalifikacijski turnir | 5. – 8. veljače 2009.                 | Riga                | 1           | Latvija                                                               |
| Kvalifikacijski turnir | 5. – 8. veljače 2009.                 | Oslo                | 1           | Norveška                                                              |
| UKUPNO                 |                                       |                     | 12          |                                                                       |

## Momčadi
| Grupa A - Kanada - Norveška - Švicarska - SAD | Grupa B - Češka - Latvija - Rusija - Slovačka | Grupa C - Bjelorusija - Finska - Njemačka - Švedska |

## Prvi krug po skupinama
Bodovi se, tijekom skupina, raspodjeljuju na ovaj način:
- 3 boda za pobjedu u regularnom vremenu
- 2 boda za pobjedu nakon produžetaka ili nakon izvođenja kaznenih udaraca
- 1 bod za gubitak nakon produžetaka ili nakon izvođenja kaznenih udaraca
- 0 bodova za gubitak tijekom regularnog vremena

Ako dvije ili više momčadi imaju jednak broj bodova, plasman se određuje na sljedeći način:
- bodovi u međusobnom susretu
- gol-razlika u međusobnom susretu
- postignuti golovi u međusobnom susretu
- ukupna gol-razlika
- broj postignutih golova
- bolji ranking na IIHF-ovoj ljestvici

Ako su samo dvije momčadi izjednačene, kriterij je međusobni susret.

### Grupa A
| Momčad            | Uta. | Pob. | PrPob. | PrPor. | Por. | PoG | PrG | GR  | Bodovi |
| ----------------- | ---- | ---- | ------ | ------ | ---- | --- | --- | --- | ------ |
| Sjedinjene Države | 3    | 3    | 0      | 0      | 0    | 14  | 5   | 9   | 9      |
| Kanada            | 3    | 1    | 1      | 0      | 1    | 14  | 7   | 7   | 5      |
| Švicarska         | 3    | 0    | 1      | 1      | 1    | 8   | 10  | −2  | 3      |
| Norveška          | 3    | 0    | 0      | 1      | 2    | 5   | 19  | −14 | 1      |

Sva vremena su UTC-8
| 16. veljače 2010. 12:00 | SAD | 3:1 (1:0, 2:0, 0:1) | Švicarska | Canada Hockey Place, Vancouver Posjećenost: 16,706 |

| Izvještaj utakmice                                      | Izvještaj utakmice      | Izvještaj utakmice                       | Izvještaj utakmice | Izvještaj utakmice                     |
| ------------------------------------------------------- | ----------------------- | ---------------------------------------- | ------------------ | -------------------------------------- |
|                                                         | Ryan Miller             | Vratari                                  | Jonas Hiller       | Suci: Vjačeslav Bulanov Dan O'Halloran |
| Ryan - 18:59 Backes - 25:52 Malone (Suter) (PP) - 28:25 | 1 – 0 2 – 0 3 – 0 3 – 1 | 49:45 - Wick (Domenichelli, Streit) (PP) |                    | Suci: Vjačeslav Bulanov Dan O'Halloran |
| 4 min                                                   | Kaznene minute          | 6 min                                    |                    | Suci: Vjačeslav Bulanov Dan O'Halloran |
| 24                                                      | Udarci                  | 15                                       |                    | Suci: Vjačeslav Bulanov Dan O'Halloran |

| 16. veljače 2010. 16:30 | Kanada | 8:0 (0:0, 3:0, 5:0) | Norveška | Canada Hockey Place, Vancouver Posjećenost: 16,652 |

| Izvještaj utakmice | Izvještaj utakmice                              | Izvještaj utakmice | Izvještaj utakmice                                 | Izvještaj utakmice                 |
| --- | ----------------------------------------------- | ------------------ | -------------------------------------------------- | ---------------------------------- |
| | Roberto Luongo                                  | Vratari            | Pål Grotnes (do 44:29) André Lysenstøen (od 44:29) | Suci: Jyri Ronn Christopher Rooney |
| Iginla (Crosby, Doughty) (PP) - 22:30 Heatley (Pronger, Thornton) - 24:27 Richards (Bergeron, Weber) - 33:06 Getzlaf (Niedermayer, Toews) - 44:29 Heatley (Marleau, Boyle) - 46:43 Iginla (Nash, Crosby) - 47:36 Perry (Staal, Boyle) - 51:03 Iginla (Nash, Crosby) - 58:11 | 1 – 0 2 – 0 3 – 0 4 – 0 5 – 0 6 – 0 7 – 0 8 – 0 |                    |                                                    | Suci: Jyri Ronn Christopher Rooney |
| 10 min | Kaznene minute                                  | 12 min             |                                                    | Suci: Jyri Ronn Christopher Rooney |
| 42 | Udarci                                          | 15                 |                                                    | Suci: Jyri Ronn Christopher Rooney |

| 18. veljače 2010. 12:00 | SAD | 6:1 (2:0, 1:1, 3:0) | Norveška | Canada Hockey Place, Vancouver Posjećenost: 16,710 |

| Izvještaj utakmice | Izvještaj utakmice                        | Izvještaj utakmice  | Izvještaj utakmice | Izvještaj utakmice                |
| --- | ----------------------------------------- | ------------------- | ------------------ | --------------------------------- |
| | Ryan Miller                               | Vratari             | Pål Grotnes        | Suci: Marc Joannette Guy Pellerin |
| Kessel (Pavelski, Malone) - 02:39 Drury (Callahan, Backes) - 13:04 Kane (Parise) - 25:52 Malone (J. Johnson, Miller) - 54:19 Rafalski (Parise, Kessel) (PP) - 57:00 Rafalski (Suter, Pavelski) - 59:23 | 1 – 0 2 – 0 3 – 0 3 – 1 4 – 1 5 – 1 6 – 1 | 28:37 - Holtet (SH) |                    | Suci: Marc Joannette Guy Pellerin |
| 4 min | Kaznene minute                            | 10 min              |                    | Suci: Marc Joannette Guy Pellerin |
| 39 | Udarci                                    | 11                  |                    | Suci: Marc Joannette Guy Pellerin |

| 18. veljače 2010. 16:30 | Švicarska | 2:3 (KU) (0:1, 2:1, 0:0, 0:0, 0/4 - 1/4) | Kanada | Canada Hockey Place, Vancouver Posjećenost: 17,019 |

| Izvještaj utakmice                                                                                    | Izvještaj utakmice                                 | Izvještaj utakmice                                                                                 | Izvještaj utakmice | Izvještaj utakmice                   |
| --- | -------------------------------------------------- | -------------------------------------------------------------------------------------------------- | ------------------ | ------------------------------------ |
| | Jonas Hiller                                       | Vratari                                                                                            | Martin Brodeur     | Suci: Dennis LaRue Marcus Vinnerborg |
| Rüthemann (Plüss, Paterlini) - 28:59 von Gunten (Monnet, Furrer) - 39:50 Domenichelli Lemm Wick Plüss | 0 – 1 0 – 2 1 – 2 2 – 2 Kazneni udarci 0 – 0 0 – 1 | 09:21 - Heatley (Marleau, Toews) 20:35 - Marleau (Heatley, Weber) (PP) Crosby Toews Getzlaf Crosby |                    | Suci: Dennis LaRue Marcus Vinnerborg |
| 14 min                                                                                                | Kaznene minute                                     | 2 min                                                                                              |                    | Suci: Dennis LaRue Marcus Vinnerborg |
| 23 | Udarci                                             | 47                                                                                                 |                    | Suci: Dennis LaRue Marcus Vinnerborg |

| 20. veljače 2010. 12:00 | Norveška | 4:5 (PR) (1:1, 2:2, 1:1, 0:1) | Švicarska | Canada Hockey Place, Vancouver Posjećenost: 16,952 |

| Izvještaj utakmice | Izvještaj utakmice                                    | Izvještaj utakmice | Izvještaj utakmice | Izvještaj utakmice               |
| --- | ----------------------------------------------------- | --- | ------------------ | -------------------------------- |
| | Pål Grotnes                                           | Vratari | Jonas Hiller       | Suci: Paul Devorski Peter Ország |
| Vikingstad (Thoresen, Jakobsen) - 12:21 Hansen (Thoresen) (PP) - 25:24 Vikingstad (Zuccarello Aasen, Olimb) - 38:46 Vikingstad (Thoresen) - 52:18 | 0 – 1 1 – 1 2 – 1 2 – 2 2 – 3 3 – 3 3 – 4 4 – 4 4 – 5 | 01:03 - Sprunger (Domenichelli, Sannitz) 29:15 - Wick (Seger, Plüss) 35:42 - Sannitz (Seger, Wick) 49:56 - Blindenbacher (Wick, Streit) (PP) 62:28 - Lemm (Jeannin) |                    | Suci: Paul Devorski Peter Ország |
| 4 min | Kaznene minute                                        | 10 min |                    | Suci: Paul Devorski Peter Ország |
| 23 | Udarci                                                | 38 |                    | Suci: Paul Devorski Peter Ország |

| 21. veljače 2010. 16:45 | Kanada | 3:5 (1:2, 1:1, 1:2) | SAD | Canada Hockey Place, Vancouver Posjećenost: 18,561 |

| Izvještaj utakmice                                                                               | Izvještaj utakmice                              | Izvještaj utakmice | Izvještaj utakmice | Izvještaj utakmice                   |
| ------------------------------------------------------------------------------------------------ | ----------------------------------------------- | --- | ------------------ | ------------------------------------ |
|                                                                                                  | Martin Brodeur                                  | Vratari | Ryan Miller        | Suci: Christopher Rooney Brad Watson |
| Staal (Seabrook, Toews) - 08:53 Heatley (Toews, Weber) - 23:32 Crosby (Nash, Keith) (PP) - 56:51 | 0 – 1 1 – 1 1 – 2 2 – 2 2 – 3 2 – 4 3 – 4 3 – 5 | 00:41 - Rafalski (Suter, Langenbrunner) 09:15 - Rafalski 36:46 - Drury (Ryan, Backes) 47:09 - Langenbrunner (Rafalski, Suter) (PP) 59:15 - Kesler (Parise) |                    | Suci: Christopher Rooney Brad Watson |
| 8 min                                                                                            | Kaznene minute                                  | 6 min |                    | Suci: Christopher Rooney Brad Watson |
| 45                                                                                               | Udarci                                          | 23 |                    | Suci: Christopher Rooney Brad Watson |

### Grupa B
| Momčad   | Uta. | Pob. | PrPob. | PrPor. | Por. | PoG | PrG | GR  | Bodovi |
| -------- | ---- | ---- | ------ | ------ | ---- | --- | --- | --- | ------ |
| Rusija   | 3    | 2    | 0      | 1      | 0    | 13  | 6   | 7   | 7      |
| Češka    | 3    | 2    | 0      | 0      | 1    | 10  | 7   | 3   | 6      |
| Slovačka | 3    | 1    | 1      | 0      | 1    | 9   | 4   | 5   | 5      |
| Latvija  | 3    | 0    | 0      | 0      | 3    | 4   | 19  | −15 | 0      |

Sva vremena su UTC-8
| 16. veljače 2010. 21:00 | Rusija | 8:2 (3:0, 1:0, 4:2) | Latvija | Canada Hockey Place, Vancouver Posjećenost: 16,862 |

| Izvještaj utakmice | Izvještaj utakmice                                          | Izvještaj utakmice                                                        | Izvještaj utakmice | Izvještaj utakmice                   |
| --- | ----------------------------------------------------------- | ------------------------------------------------------------------------- | ------------------ | ------------------------------------ |
| | Jevgenij Nabokov                                            | Vratari                                                                   | Edgars Masaļskis   | Suci: Dennis LaRue Marcus Vinnerborg |
| Zaripov (Fedorov, Nikulin) - 02:38 Radulov (Fedorov, Kalinjin) - 07:46 Ovečkin (Semin) - 19:25 Malkin (Afinogenov, Kovalčuk) (PP) - 38:18 Ovechkin (Dacjuk) - 40:59 Zaripov (Zinovjev) - 41:30 Kovalčuk (Malkin, Tjutin) - 43:04 Morozov (Markov) - 58:57 | 1 – 0 2 – 0 3 – 0 4 – 0 4 – 1 5 – 1 6 – 1 7 – 1 7 – 2 8 – 2 | 40:33 - Vasiļjevs (Ņiživijs, Cipulis) 43:35 - Ankipāns (Sprukts, Karsums) |                    | Suci: Dennis LaRue Marcus Vinnerborg |
| 10 min | Kaznene minute                                              | 16 min                                                                    |                    | Suci: Dennis LaRue Marcus Vinnerborg |
| 45 | Udarci                                                      | 20                                                                        |                    | Suci: Dennis LaRue Marcus Vinnerborg |

| 17. veljače 2010. 21:00 | Češka | 3:1 (1:0, 2:1, 0:0) | Slovačka | Canada Hockey Place, Vancouver Posjećenost: 16,924 |

| Izvještaj utakmice                                                                       | Izvještaj utakmice      | Izvještaj utakmice                     | Izvještaj utakmice | Izvještaj utakmice             |
| ---------------------------------------------------------------------------------------- | ----------------------- | -------------------------------------- | ------------------ | ------------------------------ |
|                                                                                          | Tomáš Vokoun            | Vratari                                | Jaroslav Halák     | Suci: Brent Reiber Brad Watson |
| Eliáš (Havlát, Blaťák) - 09:02 Jágr (Červenka) - 37:56 Plekanec (Jágr, Židlický) - 39:58 | 1 – 0 1 – 1 2 – 1 3 – 1 | 20:47 - Gáborík (Mari. Hossa, Demitra) |                    | Suci: Brent Reiber Brad Watson |
| 8 min                                                                                    | Kaznene minute          | 12 min                                 |                    | Suci: Brent Reiber Brad Watson |
| 24                                                                                       | Udarci                  | 35                                     |                    | Suci: Brent Reiber Brad Watson |

| 18. veljače 2010. 21:00 | Slovačka | 2:1 (KU) (0:0, 0:1, 1:0, 0:0, 2/7 - 1/7) | Rusija | Canada Hockey Place, Vancouver Posjećenost: 17,202 |

| Izvještaj utakmice                                                                                     | Izvještaj utakmice                           | Izvještaj utakmice                                                                        | Izvještaj utakmice | Izvještaj utakmice                |
| --- | -------------------------------------------- | ----------------------------------------------------------------------------------------- | ------------------ | --------------------------------- |
| | Jaroslav Halák                               | Vratari                                                                                   | Ilja Brizgalov     | Suci: Danny Kurmann Bill McCreary |
| Mari. Hossa (Demitra, Marc. Hossa) - 49:48 Stümpel Demitra Mari. Hossa Stümpel Handzuš Gáborík Demitra | 0 – 1 1 – 1 Kazneni udarci 1 – 0 1 – 1 2 – 1 | 25:32 - Morozov (Markov, Zinovjev) Morozov Ovečkin Dacjuk Ovečkin Kovalčuk Ovečkin Malkin |                    | Suci: Danny Kurmann Bill McCreary |
| 10 min                                                                                                 | Kaznene minute                               | 6 min                                                                                     |                    | Suci: Danny Kurmann Bill McCreary |
| 32 | Udarci                                       | 37                                                                                        |                    | Suci: Danny Kurmann Bill McCreary |

| 19. veljače 2010. 16:30 | Češka | 5:2 (3:0, 1:2, 1:0) | Latvija | Canada Hockey Place, Vancouver Posjećenost: 16,984 |

| Izvještaj utakmice | Izvještaj utakmice                        | Izvještaj utakmice                                                   | Izvještaj utakmice | Izvještaj utakmice                 |
| --- | ----------------------------------------- | -------------------------------------------------------------------- | ------------------ | ---------------------------------- |
| | Tomáš Vokoun                              | Vratari                                                              | Edgars Masaļskis   | Suci: Jyri Ronn Christopher Rooney |
| Krejčí (Erat, Fleischmann) - 02:30 M. Michálek (Plekanec, Židlický) - 03:33 Jágr (Židlický, Kaberle) (PP) - 05:07 Kaberle (Eliáš, Židlický) (PP) - 26:33 Eliáš (SH) (EN) - 59:42 | 1 – 0 2 – 0 3 – 0 4 – 0 4 – 1 4 – 2 5 – 2 | 35:30 - Sotnieks (Vasiļjevs) 38:26 - Ankipāns (Karsums, Pujacs) (PP) |                    | Suci: Jyri Ronn Christopher Rooney |
| 10 min | Kaznene minute                            | 26 min                                                               |                    | Suci: Jyri Ronn Christopher Rooney |
| 39 | Udarci                                    | 18                                                                   |                    | Suci: Jyri Ronn Christopher Rooney |

| 20. veljače 2010. 16:30 | Latvija | 0:6 (0:3, 0:2, 0:1) | Slovačka | Canada Hockey Place, Vancouver Posjećenost: 17,023 |

| Izvještaj utakmice | Izvještaj utakmice                  | Izvještaj utakmice | Izvještaj utakmice | Izvještaj utakmice                     |
| ------------------ | ----------------------------------- | --- | ------------------ | -------------------------------------- |
|                    | Edgars Masaļskis                    | Vratari | Jaroslav Halák     | Suci: Dan O'Halloran Marcus Vinnerborg |
|                    | 0 – 1 0 – 2 0 – 3 0 – 4 0 – 5 0 – 6 | 02:44 - Višňovský (Stümpel, Zedník) (PP) 09:11 - Zedník (Handzuš, Bartečko) 17:08 - Stümpel (Pálffy) 21:07 - Mari. Hossa (Stümpel) (PP) 22:20 - Handzuš 57:20 - Baranka (Handzuš, Štrbák) |                    | Suci: Dan O'Halloran Marcus Vinnerborg |
| 6 min              | Kaznene minute                      | 8 min |                    | Suci: Dan O'Halloran Marcus Vinnerborg |
| 21                 | Udarci                              | 37 |                    | Suci: Dan O'Halloran Marcus Vinnerborg |

| 21. veljače 2010. 12:00 | Rusija | 4:2 (1:1, 1:0, 2:1) | Češka | Canada Hockey Place, Vancouver Posjećenost: 17,114 |

| Izvještaj utakmice | Izvještaj utakmice                  | Izvještaj utakmice                                                             | Izvještaj utakmice | Izvještaj utakmice                |
| --- | ----------------------------------- | ------------------------------------------------------------------------------ | ------------------ | --------------------------------- |
| | Jevgenij Nabokov                    | Vratari                                                                        | Tomáš Vokoun       | Suci: Dan O'Halloran Guy Pellerin |
| Malkin (Dacjuk, Ovečkin) (PP) - 15:13 Kozlov (Radulov, Fedorov) - 34:34 Malkin (Semin, Tjutin) - 41:49 Dacjuk (Malkin, Ovečkin) (EN) - 59:47 | 1 – 0 1 – 1 2 – 1 3 – 1 3 – 2 4 – 2 | 19:06 - Plekanec (Eliáš, Kaberle) (PP2) 54:51 - M. Michálek (Židlický, Blaťák) |                    | Suci: Dan O'Halloran Guy Pellerin |
| 12 min | Kaznene minute                      | 6 min                                                                          |                    | Suci: Dan O'Halloran Guy Pellerin |
| 31 | Udarci                              | 25                                                                             |                    | Suci: Dan O'Halloran Guy Pellerin |

### Grupa C
| Momčad      | Uta. | Pob. | PrPob. | PrPor. | Por. | PoG | PrG | GR | Bodovi |
| ----------- | ---- | ---- | ------ | ------ | ---- | --- | --- | -- | ------ |
| Švedska     | 3    | 3    | 0      | 0      | 0    | 9   | 2   | 7  | 9      |
| Finska      | 3    | 2    | 0      | 0      | 1    | 10  | 4   | 6  | 6      |
| Bjelorusija | 3    | 1    | 0      | 0      | 2    | 8   | 12  | −4 | 3      |
| Njemačka    | 3    | 0    | 0      | 0      | 3    | 3   | 12  | −9 | 0      |

Sva vremena su UTC-8
| 17. veljače 2010. 12:00 | Finska | 5:1 (2:0, 1:1, 2:0) | Bjelorusija | Canada Hockey Place, Vancouver Posjećenost: 16,639 |

| Izvještaj utakmice | Izvještaj utakmice                  | Izvještaj utakmice            | Izvještaj utakmice | Izvještaj utakmice               |
| --- | ----------------------------------- | ----------------------------- | ------------------ | -------------------------------- |
| | Miikka Kiprusoff                    | Vratari                       | Vitalij Koval      | Suci: Paul Devorski Peter Ország |
| Jokinen (S. Koivu, Selänne) (PP) - 03:24 Hagman (M. Koivu, Pitkänen) (PP) - 17:50 Hagman (M. Koivu) - 36:52 Filppula (M. Koivu) - 40:23 J. Ruutu (Kukkonen, Kapanen) - 52:59 | 1 – 0 2 – 0 2 – 1 3 – 1 4 – 1 5 – 1 | 20:21 - S. Kosticin (Demagin) |                    | Suci: Paul Devorski Peter Ország |
| 4 min | Kaznene minute                      | 12 min                        |                    | Suci: Paul Devorski Peter Ország |
| 45 | Udarci                              | 12                            |                    | Suci: Paul Devorski Peter Ország |

| 17. veljače 2010. 16:30 | Švedska | 2:0 (0:0, 2:0, 0:0) | Njemačka | Canada Hockey Place, Vancouver Posjećenost: 16,966 |

| Izvještaj utakmice                                                    | Izvještaj utakmice | Izvještaj utakmice | Izvještaj utakmice | Izvještaj utakmice                |
| --------------------------------------------------------------------- | ------------------ | ------------------ | ------------------ | --------------------------------- |
|                                                                       | Henrik Lundqvist   | Vratari            | Thomas Greiss      | Suci: Marc Joannette Guy Pellerin |
| Öhlund (Enström, Weinhandl) (PP) - 24:29 Eriksson (Bäckström) - 34:13 | 1 – 0 2 – 0        |                    |                    | Suci: Marc Joannette Guy Pellerin |
| 18 min                                                                | Kaznene minute     | 22 min             |                    | Suci: Marc Joannette Guy Pellerin |
| 25                                                                    | Udarci             | 21                 |                    | Suci: Marc Joannette Guy Pellerin |

| 19. veljače 2010. 12:00 | Bjelorusija | 2:4 (0:2, 1:1, 1:1) | Švedska | Canada Hockey Place, Vancouver Posjećenost: 16,878 |

| Izvještaj utakmice                                                    | Izvještaj utakmice                  | Izvještaj utakmice | Izvještaj utakmice | Izvještaj utakmice              |
| --------------------------------------------------------------------- | ----------------------------------- | --- | ------------------ | ------------------------------- |
|                                                                       | Andrej Mezin                        | Vratari | Jonas Gustavsson   | Suci: Dennis LaRue Brent Reiber |
| Meleško (Stasenko, Rijadinski) (PP) - 34:40 Meleško (Kulakov) - 51:33 | 0 – 1 0 – 2 0 – 3 1 – 3 2 – 3 2 – 4 | 06:40 - D. Sedin (H. Sedin, Weinhandl) 09:04 - Alfredsson (Johansson, Bäckström) (PP) 29:35 - Franzén (Påhlsson, Modin) 59:49 - Alfredsson (H. Sedin, D. Sedin) |                    | Suci: Dennis LaRue Brent Reiber |
| 8 min                                                                 | Kaznene minute                      | 4 min |                    | Suci: Dennis LaRue Brent Reiber |
| 19                                                                    | Udarci                              | 38 |                    | Suci: Dennis LaRue Brent Reiber |

| 19. veljače 2010. 21:00 | Finska | 5:0 (1:0, 2:0, 2:0) | Njemačka | Canada Hockey Place, Vancouver Posjećenost: 16,662 |

| Izvještaj utakmice | Izvještaj utakmice            | Izvještaj utakmice | Izvještaj utakmice | Izvještaj utakmice                  |
| --- | ----------------------------- | ------------------ | ------------------ | ----------------------------------- |
| | Niklas Bäckström              | Vratari            | Dimitri Pätzold    | Suci: Vjačeslav Bulanov Brad Watson |
| T. Ruutu (Niskala, Hagman) (PP) - 04:21 Timonen (S. Koivu, Jokinen) (PP) - 24:04 Timonen (Salo, Selänne) (PP) - 36:03 J. Ruutu (Peltonen, Kapanen) - 47:10 Pitkänen (Hagman) (PP) - 49:01 | 1 – 0 2 – 0 3 – 0 4 – 0 5 – 0 |                    |                    | Suci: Vjačeslav Bulanov Brad Watson |
| 6 min | Kaznene minute                | 12 min             |                    | Suci: Vjačeslav Bulanov Brad Watson |
| 35 | Udarci                        | 24                 |                    | Suci: Vjačeslav Bulanov Brad Watson |

| 20. veljače 2010. 21:00 | Njemačka | 3:5 (1:1, 0:1, 2:3) | Bjelorusija | Canada Hockey Place, Vancouver Posjećenost: 16,979 |

| Izvještaj utakmice                                                              | Izvještaj utakmice                              | Izvještaj utakmice | Izvještaj utakmice | Izvještaj utakmice                |
| ------------------------------------------------------------------------------- | ----------------------------------------------- | --- | ------------------ | --------------------------------- |
|                                                                                 | Thomas Greiss                                   | Vratari | Vitali Koval       | Suci: Danny Kurmann Bill McCreary |
| Seidenberg (Sturm, Goc) (PP) - 05:39 Tripp (Rankel) - 51:49 Goc (Hecht) - 52:10 | 1 – 0 1 – 1 1 – 2 1 – 3 2 – 3 3 – 3 3 – 4 3 – 5 | 10:43 - Ugarov 28:36 - Kaljužnji (Kosticin, Stasenko) 51:10 - Kosticin (Kolcov) 54:36 - Salej (Kaljužnji, Kosticin) (PP) 58:45 - Kaljužnji (Kolcov, Kosticin) |                    | Suci: Danny Kurmann Bill McCreary |
| 8 min                                                                           | Kaznene minute                                  | 6 min |                    | Suci: Danny Kurmann Bill McCreary |
| 40                                                                              | Udarci                                          | 17 |                    | Suci: Danny Kurmann Bill McCreary |

| 21. veljače 2010. 21:00 | Švedska | 3:0 (1:0, 2:0, 0:0) | Finska | Canada Hockey Place, Vancouver Posjećenost: 17,410 |

| Izvještaj utakmice                                                                                                   | Izvještaj utakmice | Izvještaj utakmice | Izvještaj utakmice | Izvještaj utakmice                 |
| --- | ------------------ | ------------------ | ------------------ | ---------------------------------- |
| | Henrik Lundqvist   | Vratari            | Miikka Kiprusoff   | Suci: Marc Joannette Danny Kurmann |
| Eriksson (Bäckström, Johansson) (PP) - 06:41 Bäckström (D. Sedin) - 24:19 Eriksson (Franzén, Bäckström) (PP) - 38:08 | 1 – 0 2 – 0 3 – 0  |                    |                    | Suci: Marc Joannette Danny Kurmann |
| 14 min | Kaznene minute     | 33 min             |                    | Suci: Marc Joannette Danny Kurmann |
| 32 | Udarci             | 20                 |                    | Suci: Marc Joannette Danny Kurmann |

## Play-off runda
U drugom krugu su momčadi, prema uspjehu u prvom krugu, rangirane od 1D do 12D prema sljedećim kriterijima:
- pozicija u grupi
- broj bodova
- gol-razlika
- postignuti golovi
- IIHF-ova ljestvica

### Tablica
| Pozicija | Momčad      | Uta. | Poz. | Bod. | GR  | PoG | IIHF |
| -------- | ----------- | ---- | ---- | ---- | --- | --- | ---- |
| 1D       | SAD         | 3    | 1    | 9    | +9  | 14  | 5    |
| 2D       | Švedska     | 3    | 1    | 9    | +7  | 9   | 3    |
| 3D       | Rusija      | 3    | 1    | 7    | +7  | 13  | 1    |
| 4D       | Finska      | 3    | 2    | 6    | +6  | 10  | 4    |
| 5D       | Češka       | 3    | 2    | 6    | +3  | 10  | 6    |
| 6D       | Kanada      | 3    | 2    | 5    | +7  | 14  | 2    |
| 7D       | Slovačka    | 3    | 3    | 5    | +5  | 9   | 9    |
| 8D       | Švicarska   | 3    | 3    | 3    | −2  | 8   | 7    |
| 9D       | Bjelorusija | 3    | 3    | 3    | −4  | 8   | 8    |
| 10D      | Norveška    | 3    | 4    | 1    | −14 | 5   | 11   |
| 11D      | Njemačka    | 3    | 4    | 0    | −9  | 3   | 12   |
| 12D      | Latvija     | 3    | 4    | 0    | −15 | 4   | 10   |

### Ždrijeb
|  | Play-off | Play-off    | Play-off |           |   | Četvrtfinale | Četvrtfinale | Četvrtfinale |  |    | Polufinale         | Polufinale         | Polufinale         |                    |   | Finale | Finale   | Finale |
|  |          |             |          |           |   |              |              |              |  |    |                    |                    |                    |                    |   |        |          |        |
|  |          |             |          |           |   |              |              |              |  |    |                    |                    |                    |                    |   |        |          |        |
|  |          | 1D          | SAD      | 2         |   |              |              |              |  |    |                    |                    |                    |                    |   |        |          |        |
|  |          |             |          | 2         |   |              |              |              |  |    |                    |                    |                    |                    |   |        |          |        |
|  |          |             | E4       | Švicarska | 0 |              |              |              |  |    |                    |                    |                    |                    |   |        |          |        |
|  | 8D       | Švicarska   | E4       | Švicarska | 0 | 3            |              |              |  |    |                    |                    |                    |                    |   |        |          |        |
|  | 8D       | Švicarska   |          |           |   | 3            |              |              |  |    |                    |                    |                    |                    |   |        |          |        |
|  | 9D       | Bjelorusija | 2        |           |   |              |              |              |  |    |                    |                    |                    |                    |   |        |          |        |
|  | 9D       | Bjelorusija | 2        |           |   |              |              |              |  | F1 | SAD                | 6                  |                    |                    |   |        |          |        |
|  |          |             |          |           |   |              |              |              |  | F1 | SAD                | 6                  |                    |                    |   |        |          |        |
|  |          | F4          | Finska   | 1         |   |              |              |              |  |    |                    |                    |                    |                    |   |        |          |        |
|  |          | F4          | Finska   | 1         |   |              |              |              |  |    |                    |                    |                    |                    |   |        |          |        |
|  |          |             |          |           |   |              |              |              |  |    |                    |                    |                    |                    |   |        |          |        |
|  |          |             |          |           |   |              |              |              |  |    |                    |                    |                    |                    |   |        |          |        |
|  |          | 4D          | Finska   | 2         |   |              |              |              |  |    |                    |                    |                    |                    |   |        |          |        |
|  |          |             |          | 2         |   |              |              |              |  |    |                    |                    |                    |                    |   |        |          |        |
|  |          |             | E1       | Češka     | 0 |              |              |              |  |    |                    |                    |                    |                    |   |        |          |        |
|  | 5D       | Češka       | E1       | Češka     | 0 | 3            |              |              |  |    |                    |                    |                    |                    |   |        |          |        |
|  | 5D       | Češka       |          |           |   | 3            |              |              |  |    |                    |                    |                    |                    |   |        |          |        |
|  | 12D      | Latvija     | 2        |           |   |              |              |              |  |    |                    |                    |                    |                    |   |        |          |        |
|  | 12D      | Latvija     | 2        |           |   |              |              |              |  |    |                    |                    |                    |                    |   | SAD    | 2        |        |
|  |          |             |          |           |   |              |              |              |  |    |                    |                    |                    |                    |   | SAD    | 2        |        |
|  |          |             | Kanada   | 3         |   |              |              |              |  |    |                    |                    |                    |                    |   |        |          |        |
|  |          |             | Kanada   | 3         |   |              |              |              |  |    |                    |                    |                    |                    |   |        |          |        |
|  |          |             |          |           |   |              |              |              |  |    |                    |                    |                    |                    |   |        |          |        |
|  |          |             |          |           |   |              |              |              |  |    |                    |                    |                    |                    |   |        |          |        |
|  |          | 3D          | Rusija   | 3         |   |              |              |              |  |    | Utakmica za broncu | Utakmica za broncu | Utakmica za broncu | Utakmica za broncu |   |        |          |        |
|  |          |             |          | 3         |   |              |              |              |  |    | Utakmica za broncu | Utakmica za broncu | Utakmica za broncu | Utakmica za broncu |   |        |          |        |
|  |          |             | E2       | Kanada    | 7 |              |              |              |  |    |                    |                    |                    |                    |   |        |          |        |
|  | 6D       | Kanada      | E2       | Kanada    | 7 | 8            |              |              |  |    |                    |                    |                    | Finska             | 5 |        |          |        |
|  | 6D       | Kanada      |          |           |   | 8            |              |              |  |    |                    |                    |                    | Finska             | 5 |        |          |        |
|  | 11D      | Njemačka    | 2        |           |   |              |              |              |  |    |                    |                    |                    |                    |   | GPF2   | Slovačka | 3      |
|  | 11D      | Njemačka    | 2        |           |   |              |              |              |  | F3 | Kanada             | 3                  |                    |                    |   | GPF2   | Slovačka | 3      |
|  |          |             |          |           |   |              |              |              |  | F3 | Kanada             | 3                  |                    |                    |   |        |          |        |
|  |          | F2          | Slovačka | 2         |   |              |              |              |  |    |                    |                    |                    |                    |   |        |          |        |
|  |          | F2          | Slovačka | 2         |   |              |              |              |  |    |                    |                    |                    |                    |   |        |          |        |
|  |          |             |          |           |   |              |              |              |  |    |                    |                    |                    |                    |   |        |          |        |
|  |          |             |          |           |   |              |              |              |  |    |                    |                    |                    |                    |   |        |          |        |
|  |          | 2D          | Švedska  | 3         |   |              |              |              |  |    |                    |                    |                    |                    |   |        |          |        |
|  |          |             |          | 3         |   |              |              |              |  |    |                    |                    |                    |                    |   |        |          |        |
|  |          |             | E3       | Slovačka  | 4 |              |              |              |  |    |                    |                    |                    |                    |   |        |          |        |
|  | 7D       | Slovačka    | E3       | Slovačka  | 4 | 4            |              |              |  |    |                    |                    |                    |                    |   |        |          |        |
|  | 7D       | Slovačka    |          |           |   | 4            |              |              |  |    |                    |                    |                    |                    |   |        |          |        |
|  | 10D      | Norveška    | 3        |           |   |              |              |              |  |    |                    |                    |                    |                    |   |        |          |        |

### Play-off runda
Prve četiri momčadi (1D - 4D) imaju direktan plasman u četvrtfinale, dok se ostalih 8 momčadi (5D - 12D) bori u play-off rundi za odlazak u četvrtfinale. Parovi su sljedeći:
- Češka -  Latvija (pobjednik postaje E1)
- Kanada -  Njemačka (pobjednik postaje E2)
- Slovačka -  Norveška (pobjednik postaje E3)
- Švicarska -  Bjelorusija (pobjednik postaje E4)

Pobjednici ove četiri utakmice odlaze u četvrtfinale gdje se križaju s već plasiranim momčadima. Poražene momčadi bivaju svrstane od 9. do 12. mjesta na temelju njihovog rezultata u prvom krugu.
Sva vremena su UTC-8
| 23. veljače 2010. 12:00 | Švicarska | 3:2 (KU) (1:1, 1:1, 0:0, 0:0, 2/3 - 1/3) | Bjelorusija | Canada Hockey Place, Vancouver Posjećenost: 17,397 |

| Izvještaj utakmice                                                                                          | Izvještaj utakmice                                 | Izvještaj utakmice                                                                                  | Izvještaj utakmice | Izvještaj utakmice               |
| --- | -------------------------------------------------- | --------------------------------------------------------------------------------------------------- | ------------------ | -------------------------------- |
| | Jonas Hiller                                       | Vratari                                                                                             | Andrej Mezin       | Suci: Paul Devorski Peter Ország |
| Sprunger (Wick, Plüss) (PP) - 12:25 Domenichelli (Streit, Blindenbacher) (PP) - 27:07 Déruns Lemm Rüthemann | 0 – 1 1 – 1 2 – 1 2 – 2 Kazneni udarci 1 – 0 2 – 1 | 00:59 - Kaljužnji (Kostijučenok) 35:42 - Zaharov (Ugarov, Stasenko) (PP) Antonenko Meleško Kosticin |                    | Suci: Paul Devorski Peter Ország |
| 10 min | Kaznene minute                                     | 6 min                                                                                               |                    | Suci: Paul Devorski Peter Ország |
| 42 | Udarci                                             | 22                                                                                                  |                    | Suci: Paul Devorski Peter Ország |

| 23. veljače 2010. 16:30 | Kanada | 8:2 (1:0, 3:1, 4:1) | Njemačka | Canada Hockey Place, Vancouver Posjećenost: 17,723 |

| Izvještaj utakmice | Izvještaj utakmice                                          | Izvještaj utakmice                                             | Izvještaj utakmice | Izvještaj utakmice                 |
| --- | ----------------------------------------------------------- | -------------------------------------------------------------- | ------------------ | ---------------------------------- |
| | Roberto Luongo                                              | Vratari                                                        | Thomas Greiss      | Suci: Jyri Ronn Christopher Rooney |
| Thornton (Heatley, Keith) - 10:13 Weber (Richards) - 22:32 Iginla (Doughty, Staal) (PP) - 23:41 Iginla (Staal, Boyle) - 28:50 Crosby (Staal, Keith) - 41:10 Richards (Morrow, Toews) - 46:41 Niedermayer - 51:22 Nash (Pronger) - 56:28 | 1 – 0 2 – 0 3 – 0 4 – 0 4 – 1 5 – 1 6 – 1 7 – 1 8 – 1 8 – 2 | 36:34 - Goc (Schmidt, Müller) 58:58 - Klinge (Müller, Hospelt) |                    | Suci: Jyri Ronn Christopher Rooney |
| 6 min | Kaznene minute                                              | 4 min                                                          |                    | Suci: Jyri Ronn Christopher Rooney |
| 39 | Udarci                                                      | 23                                                             |                    | Suci: Jyri Ronn Christopher Rooney |

| 23. veljače 2010. 19:00 | Češka | 3:2 (PR) (2:0, 0:0, 0:2, 1:0) | Latvija | UBC Winter Sports Centre, Vancouver Posjećenost: 5,488 |

| Izvještaj utakmice                                                                                      | Izvještaj utakmice            | Izvještaj utakmice                                                           | Izvještaj utakmice | Izvještaj utakmice               |
| --- | ----------------------------- | ---------------------------------------------------------------------------- | ------------------ | -------------------------------- |
| | Tomáš Vokoun                  | Vratari                                                                      | Edgars Masaļskis   | Suci: Bill McCreary Brent Reiber |
| Rolinek (Kuba, Havlát) (PP) - 05:52 Fleischmann (Krejčí, Červenka) - 11:06 Krejčí (Fleischmann) - 65:10 | 1 – 0 2 – 0 2 – 1 2 – 2 3 – 2 | 52:02 - Cipulis (Ņiživijs, K. Rēdlihs) 56:19 - M. Rēdlihs (Bērziņš, Dārziņš) |                    | Suci: Bill McCreary Brent Reiber |
| 10 min                                                                                                  | Kaznene minute                | 10 min                                                                       |                    | Suci: Bill McCreary Brent Reiber |
| 50 | Udarci                        | 26                                                                           |                    | Suci: Bill McCreary Brent Reiber |

| 23. veljače 2010. 21:00 | Slovačka | 4:3 (3:1, 0:2, 1:0) | Norveška | Canada Hockey Place, Vancouver Posjećenost: 17,583 |

| Izvještaj utakmice | Izvještaj utakmice                        | Izvještaj utakmice | Izvještaj utakmice | Izvještaj utakmice                     |
| --- | ----------------------------------------- | --- | ------------------ | -------------------------------------- |
| | Jaroslav Halák                            | Vratari | Pål Grotnes        | Suci: Vjačeslav Bulanov Marc Joannette |
| Handzuš (Gáborík, Mari. Hossa) (PP) - 07:03 Gáborík (Demitra, Chára) (PP) - 10:12 Zedník (Stümpel, Pálffy) (PP) - 18:52 Šatan (Višňovský, Zedník) - 48:41 | 1 – 0 2 – 0 2 – 1 3 – 1 3 – 2 3 – 3 4 – 3 | 18:06 - Zuccarello Aasen (Holøs) 27:27 - Vikingstad (Thoresen, Zuccarello Aasen) 39:59 - Bastiansen (Olimb, Thoresen) |                    | Suci: Vjačeslav Bulanov Marc Joannette |
| 2 min | Kaznene minute                            | 29 min |                    | Suci: Vjačeslav Bulanov Marc Joannette |
| 40 | Udarci                                    | 19 |                    | Suci: Vjačeslav Bulanov Marc Joannette |

### Četvrtfinale
U četvrtfinalu momčadi iz D i E, prelaze u F1 do F4, na taj način da pobjednik 1D - E4 postaje F1, 2D - E3 postaje F2, 3D - E2 postaje F3, a 4D - E4 postaju F4. 
Sva vremena su UTC-8
| 24. veljače 2010. 12:00 | SAD | 2:0 (0:0, 0:0, 2:0) | Švicarska | Canada Hockey Place, Vancouver Posjećenost: 17,536 |

| Izvještaj utakmice                                          | Izvještaj utakmice | Izvještaj utakmice | Izvještaj utakmice | Izvještaj utakmice               |
| ----------------------------------------------------------- | ------------------ | ------------------ | ------------------ | -------------------------------- |
|                                                             | Ryan Miller        | Vratari            | Jonas Hiller       | Suci: Paul Devorski Peter Ország |
| Parise (Rafalski, Stastny) (PP) - 42:08 Parise (EN) - 59:48 | 1 – 0 2 – 0        |                    |                    | Suci: Paul Devorski Peter Ország |
| 6 min                                                       | Kaznene minute     | 8 min              |                    | Suci: Paul Devorski Peter Ország |
| 44                                                          | Udarci             | 19                 |                    | Suci: Paul Devorski Peter Ország |

| 24. veljače 2010. 16:30 | Ruska Federacija | 3:7 (1:4, 2:3, 0:0) | Kanada | Canada Hockey Place, Vancouver Posjećenost: 17,740 |

| Izvještaj utakmice                                                                                          | Izvještaj utakmice                                          | Izvještaj utakmice | Izvještaj utakmice | Izvještaj utakmice                   |
| --- | ----------------------------------------------------------- | --- | ------------------ | ------------------------------------ |
| | Jevgenij Nabokov (do 24:07) Ilja Brijzgalov (od 24:07)      | Vratari | Roberto Luongo     | Suci: Dennis LaRue Marcus Vinnerborg |
| Kalinjin (Volčenkov, Fedorov) - 14:39 Afinogenov (Kovalčuk, Grebeškov) - 24:46 Gončar (Malkin) (PP) - 31:40 | 0 – 1 0 – 2 0 – 3 1 – 3 1 – 4 1 – 5 1 – 6 2 – 6 2 – 7 3 – 7 | 02:21 - Getzlaf (Boyle, Pronger) 12:09 - Boyle (Heatley, Marleau) (PP) 12:55 - Nash (Toews, Richards) 18:18 - Morrow (Boyle, Keith) 23:10 - Perry (Getzlaf, Keith) 24:07 - Weber (Toews, Iginla) 29:51 - Perry (Staal, Getzlaf) |                    | Suci: Dennis LaRue Marcus Vinnerborg |
| 10 min | Kaznene minute                                              | 10 min |                    | Suci: Dennis LaRue Marcus Vinnerborg |
| 28 | Udarci                                                      | 42 |                    | Suci: Dennis LaRue Marcus Vinnerborg |

| 24. veljače 2010. 19:00 | Finska | 2:0 (0:0, 0:0, 2:0) | Češka | UBC Winter Sports Centre, Vancouver Posjećenost: 5,461 |

| Izvještaj utakmice                                             | Izvještaj utakmice | Izvještaj utakmice | Izvještaj utakmice | Izvještaj utakmice               |
| -------------------------------------------------------------- | ------------------ | ------------------ | ------------------ | -------------------------------- |
|                                                                | Miikka Kiprusoff   | Vratari            | Tomáš Vokoun       | Suci: Dan O'Halloran Brad Watson |
| Hagman (Niskala) (PP) - 53:34 Filppula (M. Koivu) (EN) - 58:25 | 1 – 0 2 – 0        |                    |                    | Suci: Dan O'Halloran Brad Watson |
| 4 min                                                          | Kaznene minute     | 12 min             |                    | Suci: Dan O'Halloran Brad Watson |
| 31                                                             | Udarci             | 31                 |                    | Suci: Dan O'Halloran Brad Watson |

| 24. veljače 2010. 21:00 | Švedska | 3:4 (0:0, 2:3, 1:1) | Slovačka | Canada Hockey Place, Vancouver Posjećenost: 17,493 |

| Izvještaj utakmice                                                                                 | Izvještaj utakmice                        | Izvještaj utakmice | Izvještaj utakmice | Izvještaj utakmice            |
| -------------------------------------------------------------------------------------------------- | ----------------------------------------- | --- | ------------------ | ----------------------------- |
| | Henrik Lundqvist                          | Vratari | Jaroslav Halák     | Suci: Bill McCreary Jyri Ronn |
| Hörnqvist (Forsberg) - 33:49 Zetterberg (Enström) - 34:26 Alfredsson (Bäckström, Eriksson) - 49:39 | 0 – 1 0 – 2 1 – 2 2 – 2 2 – 3 2 – 4 3 – 4 | 27:34 - Gáborík (Mari. Hossa, Demitra) (PP) 28:11 - Sekera (Zedník, Pálffy) 39:12 - Demitra (Chára, Mari. Hossa) (PP) 49:01 - Kopecký (Mari. Hossa, Demitra) |                    | Suci: Bill McCreary Jyri Ronn |
| 10 min                                                                                             | Kaznene minute                            | 6 min |                    | Suci: Bill McCreary Jyri Ronn |
| 29                                                                                                 | Udarci                                    | 14 |                    | Suci: Bill McCreary Jyri Ronn |

### Polufinale
Sva vremena su UTC-8
| 26. veljače 2010. 12:00 | Sjedinjene Države | 6:1 (6:0, 0:0, 0:1) | Finska | Canada Hockey Place, Vancouver Posjećenost: 17,602 |

| Izvještaj utakmice | Izvještaj utakmice                           | Izvještaj utakmice               | Izvještaj utakmice                                       | Izvještaj utakmice                     |
| --- | -------------------------------------------- | -------------------------------- | -------------------------------------------------------- | -------------------------------------- |
| | Ryan Miller (do 48:29) Tim Thomas (od 48:29) | Vratari                          | Miikka Kiprusoff (do 10:08) Niklas Bäckström (ood 10:08) | Suci: Dan O'Halloran Marcus Vinnerborg |
| Malone - 02:04 Parise (Stastny, Rafalski) (PP) - 06:22 E. Johnson (Pavelski, Malone) (PP) - 08:36 Kane - 10:08 Kane (Rafalski) - 12:31 Stastny (Langenbrunner, Parise) - 12:46 | 1 – 0 2 – 0 3 – 0 4 – 0 5 – 0 6 – 0 6 – 1    | 54:46 - Miettinen (Lepistö) (PP) |                                                          | Suci: Dan O'Halloran Marcus Vinnerborg |
| 6 min | Kaznene minute                               | 20 min                           |                                                          | Suci: Dan O'Halloran Marcus Vinnerborg |
| 25 | Udarci                                       | 25                               |                                                          | Suci: Dan O'Halloran Marcus Vinnerborg |

| 26. veljače 2010. 18:30 | Kanada | 3:2 (2:0, 1:0, 0:2) | Slovačka | Canada Hockey Place, Vancouver Posjećenost: 17,799 |

| Izvještaj utakmice                                                                                           | Izvještaj utakmice            | Izvještaj utakmice                                          | Izvještaj utakmice | Izvještaj utakmice           |
| --- | ----------------------------- | ----------------------------------------------------------- | ------------------ | ---------------------------- |
| | Roberto Luongo                | Vratari                                                     | Jaroslav Halák     | Suci: Dennis LaRue Jyri Ronn |
| Marleau (Weber, Niedermayer) - 13:30 Morrow (Pronger, Getzlaf) - 15:17 Getzlaf (Perry, Pronger) (PP) - 36:54 | 1 – 0 2 – 0 3 – 0 3 – 1 3 – 2 | 51:35 - Višňovský (Stümpel) 55:07 - Handzuš (Zedník, Šatan) |                    | Suci: Dennis LaRue Jyri Ronn |
| 2 min | Kaznene minute                | 4 min                                                       |                    | Suci: Dennis LaRue Jyri Ronn |
| 28 | Udarci                        | 21                                                          |                    | Suci: Dennis LaRue Jyri Ronn |

### Utakmica za brončanu medalju
Sva vremena su UTC-8
| 27. veljače 2010. 19:00 | Finska | 5:3 (1:0, 0:3, 4:0) | Slovačka | Canada Hockey Place, Vancouver Posjećenost: 17,322 |

| Izvještaj utakmice | Izvještaj utakmice                              | Izvještaj utakmice | Izvještaj utakmice | Izvještaj utakmice              |
| --- | ----------------------------------------------- | --- | ------------------ | ------------------------------- |
| | Miikka Kiprusoff                                | Vratari | Jaroslav Halák     | Suci: Paul Devorski Brad Watson |
| Salo (PP) - 18:50 Hagman (Timonen) (PP) - 45:06 Jokinen (J. Ruutu) - 46:41 Jokinen (Pitkänen, Kiprusoff) (PP) - 48:41 Filppula (Timonen) (EN) - 59:49 | 1 – 0 1 – 1 1 – 2 1 – 3 2 – 3 3 – 3 4 – 3 5 – 3 | 29:56 - Gáborík (Demitra, Chára) (PP) 35:38 - Mari. Hossa (Handzuš, Demitra) (PP2) 38:45 - Demitra (Mari. Hossa) (SH) |                    | Suci: Paul Devorski Brad Watson |
| 14 min | Kaznene minute                                  | 18 min |                    | Suci: Paul Devorski Brad Watson |
| 33 | Udarci                                          | 22 |                    | Suci: Paul Devorski Brad Watson |

### Finale
Sva vremena su UTC-8
| 28. veljače 2010. 12:15 | Sjedinjene Američke Države | 2:3 (PR) (0:1, 1:1, 1:0, 0:1) | Kanada | Canada Hockey Place, Vancouver Posjećenost: 17,748 |

| Izvještaj utakmice                                         | Izvještaj utakmice            | Izvještaj utakmice                                                              | Izvještaj utakmice | Izvještaj utakmice                 |
| ---------------------------------------------------------- | ----------------------------- | ------------------------------------------------------------------------------- | ------------------ | ---------------------------------- |
|                                                            | Ryan Miller                   | Vratari                                                                         | Roberto Luongo     | Suci: Bill McCreary Dan O'Halloran |
| Kesler (Kane) - 32:44 Parise (Langenbrunner, Kane) - 59:35 | 0 – 1 0 – 2 1 – 2 2 – 2 2 – 3 | 12:50 - Toews (Richards) 27:13 - Perry (Getzlaf, Keith) 67:40 - Crosby (Iginla) |                    | Suci: Bill McCreary Dan O'Halloran |
| 4 min                                                      | Kaznene minute                | 4 min                                                                           |                    | Suci: Bill McCreary Dan O'Halloran |
| 36                                                         | Udarci                        | 39                                                                              |                    | Suci: Bill McCreary Dan O'Halloran |

## Statistike

### Strijelci
Podebljani podatci označavaju najbolji učinak u pojedinom dijelu statistike.
| #  | Igrač          | Uta. | Golovi | Asistencije | Bodovi | Kazna | +/- |
| -- | -------------- | ---- | ------ | ----------- | ------ | ----- | --- |
| 1  | Pavol Demitra  | 7    | 3      | 7           | 10     | 2     | 0   |
| 2  | Marián Hossa   | 7    | 3      | 6           | 9      | 6     | 0   |
| 3  | Zach Parise    | 6    | 4      | 4           | 8      | 0     | +4  |
| 4  | Brian Rafalski | 5    | 4      | 4           | 8      | 2     | +7  |
| 5  | Jonathan Toews | 7    | 1      | 7           | 8      | 2     | +9  |
| 6  | Jarome Iginla  | 7    | 5      | 2           | 7      | 0     | +5  |
| 7  | Sidney Crosby  | 7    | 4      | 3           | 7      | 4     | +2  |
| 7  | Dany Heatley   | 7    | 4      | 3           | 7      | 4     | +1  |
| 9  | Ryan Getzlaf   | 7    | 3      | 4           | 7      | 2     | +2  |
| 10 | Niklas Hagman  | 6    | 4      | 2           | 6      | 2     | -3  |

Hat-trick
- Jarome Iginla
- Tore Vikingstad

### Vratari
Vratari koji su imali više od 40% ukupne minutaže u svojoj momčadi.
Podebljani podatci označavaju najbolji učinak vratara u pojedinom dijelu statistike, a poredak je zasnovan na postotku obrana.
| # | Vratar           | Minute | PrG. | GAA  | %     | Obrane |
| - | ---------------- | ------ | ---- | ---- | ----- | ------ |
| 1 | Ryan Miller      | 355:07 | 8    | 1.35 | 94.56 | 139    |
| 2 | Ilja Brijzgalov  | 100:53 | 3    | 1.78 | 94.23 | 49     |
| 3 | Tomáš Vokoun     | 303:35 | 9    | 1.78 | 93.57 | 131    |
| 4 | Henrik Lundqvist | 179:05 | 4    | 1.34 | 92.73 | 51     |
| 5 | Roberto Luongo   | 307:40 | 9    | 1.76 | 92.68 | 114    |

Shut-out (samo za vratare koji su igrali cijelu utakmicu)
- Roberto Luongo
- Niklas Bäckström
- Miikka Kiprusoff
- Jaroslav Halák
- Henrik Lundqvist (2)
- Ryan Miller

## Plasman
|    | Kanada      |
|    | SAD         |
|    | Finska      |
| 4  | Slovačka    |
| 5  | Švedska     |
| 6  | Rusija      |
| 7  | Češka       |
| 8  | Švicarska   |
| 9  | Bjelorusija |
| 10 | Norveška    |
| 11 | Njemačka    |
| 12 | Latvija     |

## Vanjske poveznice
- Raspored utakmica  Arhivirana inačica izvorne stranice od 21. veljače 2010. (Wayback Machine) (službena stranica)